# Schwerer Wehrmachtschlepper
A schwerer Wehrmachtschlepper (magyarul: nehéz Wehrmacht-vontató) vagy röviden sWS egy német gyártmányú féllánctalpas vontató volt, amit a második világháborúban alkalmaztak különféle feladatkörök betöltésére 1943 és 1945 között. A páncélozatlan típusokat ellátó járműnek és vontatónak használták. A félig páncélozott változatot légvédelmi, a teljesen páncélozottat pedig egy 10 csövű rakétavető (Nebelwerfer) szállítására használták. Valamivel kevesebb, mint ezer darab készült belőle a háború végéig, de a gyártás folytatódott a háború után némi módosítással a csehszlovákiai Tatra gyárban.

## Történet
A Heereswaffenamt 1942. május 7-én adott megrendelést egy új nehéz féllánctalpas vontató kifejlesztésére. A hivatal által támasztott követelmények szerint az új járműnek rendkívül egyszerűnek, könnyen és olcsón gyárthatónak kellett lennie. A követelményrendszer fontos része volt még, hogy legalább 3 tonna teher szállítására illetve 6 tonna tömegű eszközök vontatására is képesnek kellett lennie. A jármű kifejlesztésére valamint a megrendelt 7484 darabos széria legyártására maximálisan két év állt a megbízást elnyerő Büssing-NAG vállalat rendelkezésre. A tervek szerint a gyártást 1943 tavaszán kellett volna elkezdeni átlagosan havi 150 vontató megépítésével. A fejlesztés azonban lassan haladt, és később a gyártás is csak nehezen indult be. Az első öt példány 1943 decemberében gördült ki a Büssing-NAG vállalat berlini gyártósoráról. A Büssing-NAG a fejlesztés során az új öt tonnás vontatót (Zgkw. 5t neuer Art) a korábbi öt tonnás Sd.Kfz. 6 és három tonnás Sd.Kfz. 11 féllánctalpasok illetve más kevésbé ismert járművek felváltására tervezték. A korai típusok teherautó-szerű, páncélozatlan kabinnal készültek, hasonlóan a korai Sd.Kfz. féllánctalpas csapatszállítókhoz. A csehszlovákiai Tatra gyár is becsatlakozott a gyártásba, de a két gyár együttesen mindössze 825 járművet épített. A Tatra a háború után T809 néven folytatta a gyártást.
Az sWS végül is túlteljesítette a Heereswaffenamt követelményrendszerét: terhelhetősége elérte a négy tonnát, vontató kapacitása pedig nyolc tonna volt. Habár a figyelemre méltó teljesítmény mellé hihetetlen lassúság párosult: a vontató országúti sebessége nem érte el az óránkénti 28 kilométert. Hiányossága ellenére az sWS rendkívül megbízható típus volt és lényegében ez a jármű tekinthető a német féllánctalpas vontató fejlesztés csúcsának.
1944 közepétől az sWS-t páncélozott vezetőfülkével kezdték gyártani, hogy fokozzák a személyzet védelmét. A páncélzat 6-15 milliméteres, különböző szögben döntött acéllemezekből épült fel. Ez a változat az sWS Gepanzerte Ausführung elnevezést kapta.
Mivel az sWS nagyon jól bevált, a Wehrmacht alkalmasnak látta többféle feladatkör ellátására. Ezáltal többféle alváltozata is készült a járműnek. Az egyik legjelentősebb és legnagyobb példányszámban készült változat egy önjáró légvédelmi löveg volt. Az sWS platójára egy 3,7 cm-es FlaK 43/1 típusú légvédelmi löveget építettek. A FlaK 43-as a korszak legmodernebb gyorstüzelő légvédelmi lövege volt: tűzgyorsasága elérte a 180-250 lövés/percet, hatásos lőtávolsága pedig a 6500 métert. A 3,7 cm FlaK 43 auf sWS hivatalos elnevezésű jármű eleinte páncélozatlan, majd 1944 nyarától páncélozott vezetőfülkével készült. Az sWS légvédelmi lövege 0,56 kg-s repesz-romboló lövedékei és nagy tűzgyorsasága révén nem csak légelhárításra, hanem az ellenséges gyalogság pusztítására is kiválóan megfelelt.
Az sWS féllánctalpas vontatónak volt néhány egyedi, rögtönzött változata, amiket a harctéren módosítottak vagy fegyvereztek fel. Az egyik ilyen a 2 cm FlaK 38 vierling auf sWS, amely a 2 cm-es négycsövű FlaK 38-assal volt felfegyverezve. Ebből a típusból valószínűleg csak 1-2 darab készült.
A Pz.Wf. 42 auf Maultier típusú önjáró rakéta-sorozatvető sikerén felbuzdulva 1944 végére kifejlesztették az sWS hasonló feladatkörű változatát. A jármű teljes egészében páncélozott volt. A páncéltest hátsó részére egy 270 fokban körbe forgatható 10 csövű 15 cm-es Nebelwerfer 42 típusú rakéta-sorozatvetőt építettek. A fegyvert -5 és +45 fokos tartományban lehetett irányozni. A sorozatvetőhöz 27 darab rakétagránát tartozott, amelyet a küzdőtér belsejében tártoltak. A Pz.Wf. 42 auf sWS-nek létezett egy lőszerszállító változata is, amely gyakorlatilag csak annyiban különbözött a széria járművektől, hogy hiányzott róla rakétavető-torony. Mindkét változat rendelkezet egy MG 42 típusú géppuskával, amelyet a küzdőtérben tároltak.
Készültek tervek egy 8,8 cm-es önjáró páncéltörő-löveg (8,8 cm KwK auf sWS) és egy, az Sd.Kfz. 251-es lövészpáncélos leváltását célzó csapatszállító változat kifejlesztésére és gyártására, ám ezek végleg a rajzasztalon maradtak.

## Harci alkalmazás
Az sWS-t széleskörűen alkalmazták a háború utolsó hónapjaiban, szinte valamennyi alakulat-típusnál megtalálhatóak voltak. Fő feladatuk a vontatás illetve a szállítás volt. A légvédelmi változatot többnyire a páncélos- és a páncélgránátos hadosztályok légvédelmi osztályaihoz (Flak-Abteilung) osztották be más hasonló kategóriájú eszközökkel egyetemben.
A rakétás sWS-ekből önjáró rakéta sorozatvető osztályokat (Werfer-Abteilung) illetve ezredeket (Werfer-Regiment) szerveztek, melyeket rendszerint a páncéloshadosztályok alárendeltségébe utaltak. Az sWS rakéta-sorozatvetős változatából viszonylag kevés készült, így azokat a Pz.Wf. 42 auf Maultier típusú önjáró rakéta-sorozatvetőkkel együttesen alkalmazták a fent említett alakulatoknál.

## Páncélzat
| Vastagság/Dőlésszög       | Homlok    | Oldal     | Hátsó    | Tető     |
| ------------------------- | --------- | --------- | -------- | -------- |
| Lövegpajzs (csak Flak 43) | 10 mm     | nincs     | nincs    | nincs    |
| Felépítmény               | 15 mm/30° | 12 mm/8°  | 8 mm/30° | 6 mm/87° |
| Test                      | 15 mm/15° | 12 mm/15° | 8 mm/0°  | 6 mm     |

## Változatok
- sWS Gepanzerte Ausführung - páncélozott kabinnal ellátott változat
- 2 cm FlaK 38 vierling auf sWS - 2 cm-es légvédelmi löveggel felfegyverzett változat
- 3,7 cm FlaK 43 auf sWS - 3,7 cm-es légvédelmi löveggel felfegyverzett változat
- 15 cm Pz.Wf.42 auf sWS - rakéta-sorozatvetővel felfegyverzett változat

## Galéria

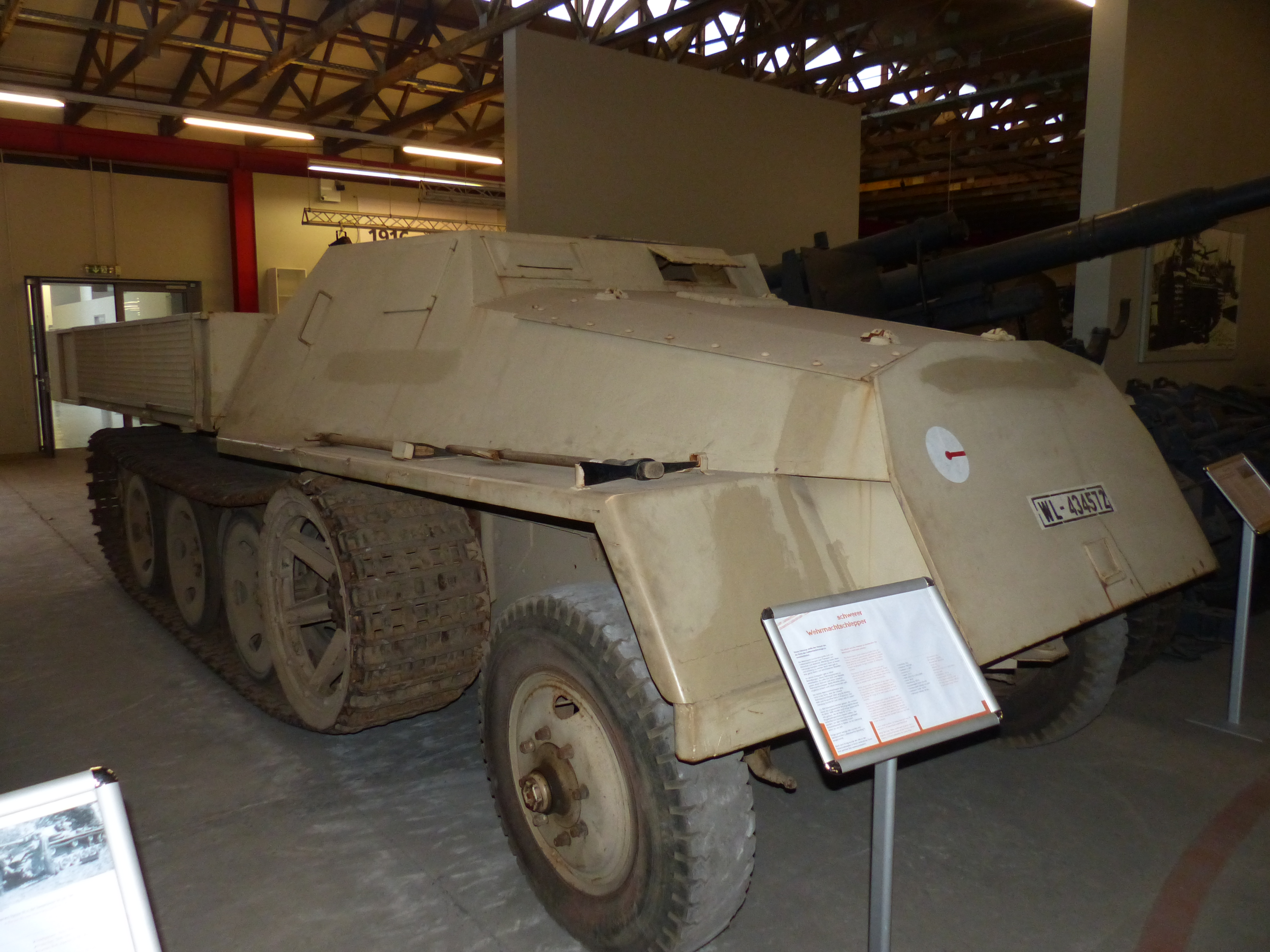
páncélozott kabinnal ellátott változat

## Lásd még
- Raupenschlepper Ost
- Sd.Kfz. 9
- T–20 Komszomolec

## Fordítás
- Ez a szócikk részben vagy egészben  a   Schwere Wehrmachtschlepper című angol Wikipédia-szócikk fordításán alapul.  Az eredeti cikk szerkesztőit annak laptörténete sorolja fel. Ez a jelzés csupán a megfogalmazás eredetét és a szerzői jogokat jelzi, nem szolgál a cikkben szereplő információk forrásmegjelöléseként.